# فاليري ليبيديف
فاليري ليبيديف (بالروسية: Валерий Лебедев)‏ هو لاعب كرة قدم روسي في مركز الدفاع، ولد في 17 مارس 1976. لعب مع نادي تيومين ‏.